# Софија Дејша
Софија Дејша (Sophie Deicha) (рођена 1955. г. у Француској) православни теолог, једна од првих жена, професор Православне Богословије Светог Сергија у Паризу. Она је важна личност за међуверски дијалог. Она је била током дугих година, представник Цариградској патријаршији уз комисије при светском Савету Цркава.

## Биографија
С. Дејша је рођена у православној породици и руског је порекла. Након студија славистике и теологије, она је радила као вероучитељ у Паризу.
Дејша је била представник православља на Конференцији европских Цркава (KEK и CCEE) у Базелу 1989. године, у КЕК у Прагу 1992. године, и при светском Савету Цркава у 1993. године, у Сантијаго де Компостела и у Харареу 1998 , и више десетака градова 

## Професорска каријера
С. Дејша је била у 1988. године прва жена у Француској која је подучавала православну хагиологију.
Учила је историју и језике. Била је једна од првих која је користила нове методе наставе. Учествовала је у развоју образовања на даљину.
Њени публикације користе млађе генерације наставника теологије. Њена настава, која се појавила поводом Миленијума крштења Русије, редовно се издаје више од тридесет година.

## Богословске доприноси
Од осамдесетих година С. Дејша успјела је учинити православне светитељи познатим западној јавности. Овом приликом она је заинтересована за историјских личносте који је у то време још није укључена у календару светаца. На пример Силуан Атонски , Марија Скобцова, Николај Велимировић , Филарет митрополит Московски.
Све 4 личности су сада проглашен као Свеци од стране Православне Цркве.

## Књиге
Софија Дејша је аутор десетак радова, од којих су неки у сарадњи са специјалистима других конфесија.
Њени уџбеници за високо образовање остали су у употреби већ неколико деценија. Хагиолошки курс том1 обрађује Свеце данашњице да се врате у време апостола. Друга књига, која је такође подељена на двосатне лекције, бави се православном светошћу на северном Пацифику (Хагиолошки курс, том 2). Писала је дечје књиге за веронауку на немачком на руском, грчком и српском.
Њен научни рад обухваћа неколико подручја: на немачком језику: Екуменски преглед, на енглеском : Женски гласови у цркве , на француском: Живот и дјело Георгија Пескова, Повратак анђела и Цариград уз врата Европе.

## Цитати у биографским именицима
Даље библиографске информације садржане су у енглеским и америчким именицима савремених аутора, интелектуалаца, познатих жена и 5000 личности света.